# Case 39
Case 39 is een Amerikaanse horrorfilm onder regie van Christian Alvart. De opnames vonden plaats in Vancouver in 2006. De film kwam in Europa en Latijns-Amerikaanse landen uit op 13 augustus 2009. Aanvankelijk zou de film in augustus 2008 in première gaan in Amerika, maar dat werd twee keer uitgesteld tot het op 1 oktober 2010 daadwerkelijk gebeurde.

## Verhaal
Maatschappelijk werkster Emily Jenkins (Reneé Zellweger) krijgt de opdracht om de familie van de 10-jarige Lilith Sullivan (Jodelle Ferland) te onderzoeken. Haar cijfers zijn namelijk enorm gezakt en een emotionele kloof tussen haar en haar ouders is ontstaan. Emily verdenkt Liliths ouders ervan dat ze haar mishandelen en legt op haar werk het plan voor om het kind van haar ouders te scheiden. Emily's nachtmerrie komt uit als Liliths ouders hun dochter proberen te vermoorden door haar in de oven bij hen thuis te duwen. Emily kan Lilith op het nippertje redden met hulp van detective Mike Barron (Ian McShane). Lilith wordt vervolgens aanvankelijk naar een kindertehuis gestuurd, maar ze smeekt Emily om voor haar te zorgen. Met toestemming van haar werk besluit de kinderloze Emily voor haar te zorgen tot er een passend gastgezin is gevonden. In de tussentijd worden Liliths ouders, Edward en Margaret (Callum Keith Rennie en Kerry O'Malley) in een psychiatrische inrichting geplaatst.
Als Lilith eenmaal bij Emily is ingetrokken, gebeuren er vreemde dingen. Twee weken later vermoordt Diego (Alexander Conti), een van Emily's andere zaken, plots zijn ouders. Barron vertelt Emily dat er vanuit haar huis naar hem is gebeld vlak voor hij zijn ouders vermoordde. Emily wordt verdacht van enige betrokkenheid. Intussen ondergaat Lilith een psychische evalutie bij Emily's beste vriend Douglas J. Ames (Bradley Cooper). Tijdens deze sessie draait Lilith echter de rollen om. Ze vraagt Douglas wat zijn angsten zijn en bedreigt hem op een subtiele manier. Diezelfde nacht krijgt Douglas een mysterieus telefoontje, waarna hij wordt aangevallen door een enorme hoeveelheid horzels. Ze lijken zelfs uit zijn lichaam te komen. Douglas pleegt zelfmoord door zijn eigen nek om te draaien.
Emily wordt langzaamaan bang van Liliths aanwezigheid. Ze gaat daarom naar de psychiatrische inrichting om met Liliths ouders te praten. Zij vertellen haar dat Lilith een demon is, die zich voedt met gevoelens, en dat ze haar wilden vermoorden in een poging zichzelf te beschermen. Liliths vader vertelt ook dat de enige manier om Lilith te vermoorden is haar aanvallen als ze slaapt. Kort nadat Emily vertrekt, overlijden allebei de ouders.
Barron denkt denkt dat Emily hulp nodig heeft, psychische hulp welteverstaan. Maar dan ontvangt ook hij een vreemd telefoontje. Lilith laat hem denken dat hij wordt aangevallen door honden. Emily is zo geschokt, dat ze Lilith iets laat drinken met slaapmiddel, en daarna het huis in de fik steekt. Het meisje kan echter ontsnappen. Emily en Lilith krijgen een tijdelijke slaapplaats aangeboden van de politie. Als ze de politie volgen, slaat Emily opeens af en gaat heel hard rijden, om Lilith bang te maken. Lilith laat Emily echter denken aan haar jeugd; toen haar moeder ook heel hard reed. Het lukt Emily om deze herinneringen te doen vervagen en dat maakt Lilith bang. Emily rijdt van een pier af, zodat de auto zinkt. Ze raakt in gevecht met Lilith die inmiddels getransformeerd is tot demon. Uiteindelijk lukt het Emily te ontsnappen en ze tracht naar boven te zwemmen. Lilith kan toch weer haar voet grijpen, maar Emily trapt haar dusdanig hard dat Lilith naar de bodem zinkt, en Emily vrij is.

## Rolverdeling
- Renée Zellweger: Emily Jenkins
- Jodelle Ferland: Lilith 'Lily' Sullivan
- Ian McShane: Mike Barron
- Bradley Cooper: Douglas J. Ames
- Callum Keith Rennie: Edward Sullivan
- Kerry O'Malley: Margaret Sullivan
- Adrian Lester: Wayne
- Georgia Craig: Denise
- Cynthia Stevenson: Nancy
- Alexander Conti: Diego

## Brand
Op 31 oktober 2006 brak er brand uit op de filmset in Vancouver. Er was niemand aanwezig dus raakte niemand ernstig gewond, maar de filmset en de studio waren wel verwoest.